# شونة الزبيب

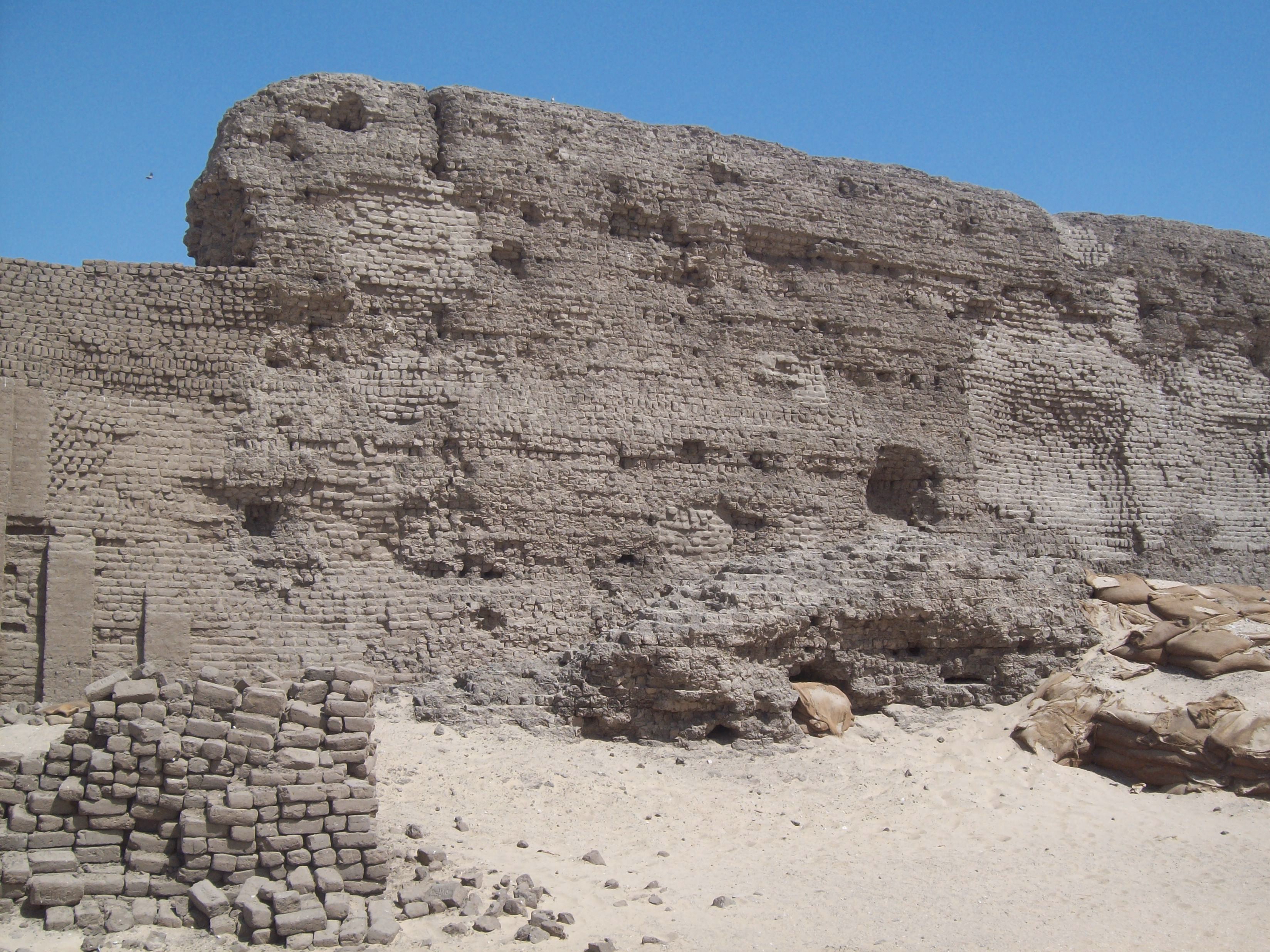
الsور الجنوب شرقي لشونة الزبيب.

شونة الزبيب هي عبارة عن هيكل كبير من الطوب اللبن يقع في أبيدوس في صعيد مصر. يعود تاريخ الصرح إلى الأسرة المصرية الثانية (حوالي 2700 قبل الميلاد)، وقد بناه الملك المصري خع سخموي.

## وصف
شونة الزبيب مصنوعة من طوب اللبن المقوى. يتكون من جدارين مستطيلين محاطين، متشابكين مثل صندوق الأحذية. يبلغ حجم الجدار الخارجي 137 × 77 م وهو حوالي 5 م وارتفاع 12 م. يبلغ حجم الجدار الداخلي (الجدار المحيط) 123 × 56 م وهو ج. 3 م وارتفاع 8 م. كانت واجهة الجدار الخارجي محفورة، تحاكي واجهة القصر الملكي. يوفر السياج مدخلين، أحدهما في الزاوية الشرقية، والآخر في الزاوية الشمالية. كانت هذه المداخل ذات يوم تتكون من عضادات أبواب ضخمة مصنوعة من الحجر، والمواد المستخدمة في أجنحة الباب غير معروفة.
تتكون المنطقة الداخلية من ساحة فارغة إلى حد كبير؛ من غير المعروف ما إذا كانت هناك بعض الهياكل الأساسية أو المباني الكبيرة (مثل الضريح أو المعبد). في عام 1988، اكتشف عالم المصريات الأسترالي ديفيد أوكونور مربعًا مسطحًا مربعًا مصنوعًا من أنقاض الحجر الجيري الناعم، مغطاة بطوب اللبن وتشكل أربع درجات مسطحة. يقع في وسط المحكمة، والغرض الحقيقي منها لا يزال مجهولاً. المبنى الديني الوحيد الذي يمكن إثباته من الناحية الأثرية هو كنيسة صغيرة قريبة من الركن الجنوبي الشرقي. كما أن أطلالها مصنوعة من الطوب الطيني المقوى.

## تاريخ
تأسست شونة الزبيب حوالي 2700 قبل الميلاد. من قبل الملك المصري خع سخموي، آخر حكام الأسرة الثانية. شُيِّدت الشونة على أنها ما يسمى بالحاطة الجنائزية، وهي مكان يعبد فيه الملك المتوفى ويحفظه. أطلق المصريون على هذا المكان اسم «بيت الكا» وكان نوعًا من السبق إلى المعابد الجنائزية اللاحقة المعروفة من عصر المملكة المصرية القديمة. كالعادة في المملكة المبكرة، كان لحكام أبيدين قبر مصطبة خاص بهم مع سياج جنائزي منفصل في الجوار. لأن خع سخموي وسلفه بيريبسن دفنوا في أبيدوس وكان لديهم مرفقات جنائزية في نفس الموقع، يعتقد بعض علماء المصريات أن كلا الملكين ينتميان إلى أسرة ملكية تسمى سلالة ثنيت. قد يفسر هذا بالفعل اختيار بر إيب سن وخع سخموي للمكان. ومع ذلك، فمن غير المعروف كم من الوقت تم استخدام العلبة الجنائزية لخع سخموي، ولا يُعرف اسمها المصري القديم. بسبب جدرانها السميكة والمتشابكة، ساد الاعتقاد لفترة طويلة أن شونة الزبيب كانت قلعة عسكرية، مما أدى إلى تسميتها البديلة باسم «القلعة الوسطى». لكن الاكتشافات الأثرية لا تقدم سوى الأنشطة الدينية، والموقع القريب جدًا من المقابر يتحدث بدلاً من ذلك ضد أي استخدام عسكري. يتم الآن تقييم مجال حاوية خع سخموي على أنها النسخة الأكثر تقدمًا والأكثر ضخامة لمنزل كا.

## الأهمية الأثرية والمصرية
شونة الزبيب ذات أهمية كبيرة لعلماء الآثار وعلماء المصريات والمؤرخين على حد سواء. قاد معهد الفنون الجميلة في مدينة نيويورك وعزز العديد من حملات الحفظ بين عامي 2002 و 2007 وركزت في الغالب على جدران السياج. هذه تضررت بشدة وفي بعض الأقسام معرضة لخطر الانهيار. تأتي معظم الأضرار، إلى جانب الشيخوخة الطبيعية بسبب الإهمال بعد الهجر، من الدبابير المحلية من نوع زنبور البلح. يحفرون أعشاشهم في الجدران ويفرغون الطوب الداخلي وبالتالي يجعلون الجدران غير مستقرة للغاية. وهناك خطر آخر على الهيكل يتمثل في ابن آوى البرية، التي تراقب باهتمام حفريات الحفارات ثم تحفر تحت أساس الهيكل على أمل اصطياد الفريسة المستيقظة.
بتوجيه من ماثيو دوغلاس آدمز وديفيد أوكونور، لا تزال أعمال الحفظ تركز على سد الفجوات والثقوب في جدران السياج، وقد تم بالفعل إنشاء ما يقرب من 250000 طوب طيني جديد. في غضون ذلك، أعيد بناء المدخل الجنوبي بالموقع.
بسبب أوجه التشابه المعمارية المذهلة بين شونة الزبيب ومجمع هرم الأسرة الثالثة للملك زوسر، غالبًا ما يصف علماء الآثار وعلماء المصريات «القلعة الوسطى» بأنها سابقة مباشرة لمجمعات الهرم المدرج. يعتبر الجبل الداخلي المسطح والمتدرج لشونة الزبيب «هرمًا أوليًا».